# Phyllotreta consobrina
Phyllotreta consobrina es una especie de insecto coleóptero de la familia Chrysomelidae. Fue descrita científicamente en 1837 por Curtis.